# Арлей Бетанкорт
Арлей Бетанкорт (ісп. Arley Betancourth, нар. 4 березня 1975, Калі) — колумбійський футболіст, що грав на позиції півзахисника.
Виступав, зокрема, за клуб «Депортіво Калі», а також національну збірну Колумбії.

## Клубна кар'єра
У дорослому футболі дебютував 1993 року виступами за команду клубу «Депортіво Калі», в якій провів шість сезонів, взявши участь у 181 матчі чемпіонату. Більшість часу, проведеного у складі «Депортіво Калі», був основним гравцем команди. За цей час Арлей двічі став чемпіоном Колумбії, а також доходив до фіналу Кубка Мерконорте (1998) та Кубка Лібертадорес (1999).
У сезоні 1999/00 Бетанкорт грав за аргентинський «Ланус», після чого повернувся на батьківщину і грав за клуб «Америка де Калі», з яким втретє став чемпіоном Колумбії.
2001 року погравши недовго за «Кортулуа», Бетанкорт знову відправився за кордон і виступів за аргентинський «Ланус» та венесуельське «Маракайбо», Протягом 2004 року грав за колумбійські клуби «Депортіво Перейра» та «Депортес Кіндіо», а завершив професійну ігрову кар'єру у еквадорському клубі «Універсідад Католіка» (Кіто), за який виступав протягом 2005 року.

## Виступи за збірні
1993 року залучався до складу молодіжної збірної Колумбії, разом з якою брав участь у молодіжному чемпіонаті світу 1993 року в Австралії, де зіграв в одному матчі групового етапу проти Росії, в якому забив гол з пенальті, тим не менш його команда програла 1:3 і не вийшла з групи.
1994 року дебютував в офіційних матчах у складі національної збірної Колумбії. Під час футбольного турніру Панамериканських ігор, що відбулися в Мар-дель-Платі, Аргентина, в 1995 році, в грі проти Мексики (0:3), після отримання жодної картки від костариканського арбітра Рональда Гутьєрреса, Бетанкорт вдарив суддю, розбивши йому носову перегородку. Після цього ФІФА покарала колумбійця двома роками дискваліфікації, найвищим покаранням, який коли-небудь наклали на колумбійського футболіста. 
Повернувшись після дискваліфікації, Бетанкорт складі збірної був учасником розіграшу Кубка Америки 1999 року у Парагваї, де зіграв у трьох матчах і дійшов з командою до чвертьфіналу. Всього протягом кар'єри у національній команді, яка тривала 6 років, провів у її формі 9 матчів.

## Титули і досягнення
- Чемпіон Колумбії (3): 1995/96, 1998, 2000
- Бронзовий призер Панамериканських ігор: 1995